# Giải Bông Sen cho nữ diễn viên chính xuất sắc
Giải Bông Sen cho nữ diễn viên chính xuất sắc là một hạng mục trong hệ thống Giải thưởng của Liên hoan phim Việt Nam. Đây là hạng mục dành cho các diễn viên đóng vai nữ chính trong các tác phẩm thuộc thể loại phim điện ảnh (trước đây gọi là phim nhựa).
So với Giải Cánh Diều của Hội Điện ảnh Việt Nam, giải Bông Sen Vàng có tính chính thống hơn khi sử dụng để xét duyệt danh hiệu Nghệ sĩ Nhân dân và Nghệ sĩ ưu tú. Đối với tiêu chuẩn 2 Bông Sen vàng quy định là thành tích nghệ thuật để xem xét tặng danh hiệu Nghệ sĩ Nhân dân, Nghệ sĩ Ưu tú: cá nhân nghệ sĩ phải có 1 Bông Sen vàng chính thức, chỉ được quy đổi 1 Bông Sen vàng từ các giải Vàng khác. Theo quy định, một giải Cánh Diều vàng chỉ được quy đổi bằng 1/2 Bông Sen vàng.

## Danh sách diễn viên thắng giải theo năm
| Diễn viên thắng giải cho phim truyện điện ảnh                     |
| Diễn viên thắng giải cho phim truyện video                        |
| Diễn viên nhận đề cử hoặc thắng giải phụ cho phim truyện điện ảnh |

Các giải cho phim video được được trao trong 8 mùa Liên hoan phim từ năm 1990 đến năm 2015. Hiện nay hai giải này đã được gộp lại thành giải cho nữ chính phim điện ảnh.

### Thập niên 1970s
| Năm          | Diễn viên              | Vai diễn | Tác phẩm                | Chú thích         |
| ------------ | ---------------------- | -------- | ----------------------- | ----------------- |
| 1970 (lần 1) | —                      | —        | —                       | —                 |
| 1973 (lần 2) | NSND Bùi Trần Tuệ Minh | Hương    | Chuyện vợ chồng anh Lực | [ 2 ] [ 3 ]       |
| 1975 (lần 3) | NSND Như Quỳnh         | Nết      | Đến hẹn lại lên         | [ 4 ] [ 5 ] [ 6 ] |
| 1977 (lần 4) | NSND Trà Giang         | Nhân     | Ngày lễ Thánh           | [ 4 ]             |
| 1977 (lần 4) | NSND Thanh Tú          | Nhu      | Sao Tháng Tám           | [ 7 ] [ 8 ]       |
| 1977 (lần 4) | NSƯT Thanh Quý         | Vân      | Chuyến xe bão táp       | [ 9 ]             |

### Thập niên 1980s
| Năm               | Diễn viên         | Vai diễn        | Tác phẩm                   | Chú thích            |
| ----------------- | ----------------- | --------------- | -------------------------- | -------------------- |
| 1980 (lần 5)      | NSND Phương Thanh | Hiền "cá sấu"   | Tội lỗi cuối cùng          | [ 4 ] [ 10 ] [ 11 ]  |
| 1980 (lần 5)      | NSƯT Thùy Liên    | Sáu Linh        | Mùa gió chướng             | [ 12 ]               |
| 1980 (lần 5)      | NSƯT Thùy Liên    | Bảy Hạnh        | Tình đất Củ Chi            | [ 12 ]               |
| 1983 (lần 6)      | NSƯT Diệu Thuần   | O Thùy          | Ngày ấy bên sông Lam       | [ 13 ] [ 14 ]        |
| 1983 (lần 6)      | NSƯT Hương Xuân   | Duyên           | Về nơi gió cát             | [ 15 ] [ 16 ] [ 17 ] |
| 1983 (lần 6)      | Mộng Tuyền        | Bác sĩ Mai Trâm | Tình yêu của em            | [ 18 ] [ 19 ] [ 20 ] |
| 1985 (lần 7)      | NSƯT Thanh Quý    | Ngân Hà         | Tình yêu và khoảng cách    | [ 4 ] [ 9 ] [ 21 ]   |
| 1985 (lần 7)      | NSƯT Lê Vân       | Duyên           | Bao giờ cho đến tháng Mười |                      |
| 1985 (lần 7)      | NSND Thụy Vân     | Bà Thuận Thành  | Xa và gần                  | [ 22 ]               |
| 1987/1988 (lần 8) | NSND Trà Giang    | Vợ ba Đề Thám   | Thủ lĩnh áo nâu            | [ 4 ]                |
| 1987/1988 (lần 8) | NSND Trà Giang    | Hương           | Huyền thoại về người mẹ    | [ 23 ]               |
| 1987/1988 (lần 8) | NSND Minh Châu    | Nguyệt          | Cô gái trên sông           | [ 4 ] [ 24 ]         |

### Thập niên 1990s
| Năm           | Diễn viên       | Vai diễn                       | Tác phẩm                           | Chú thích           |
| ------------- | --------------- | ------------------------------ | ---------------------------------- | ------------------- |
| 1990 (lần 9)  | NSND Minh Châu  | Liên                           | Người đàn bà nghịch cát            | [ 4 ] [ 24 ] [ 25 ] |
| 1990 (lần 9)  | NSND Hoàng Cúc  | Bác sĩ Thủy                    | Tướng về hưu                       | [ 26 ] [ 27 ]       |
| 1990 (lần 9)  | NSND Thu Hà     | Nga                            | Lá ngọc cành vàng (phim video)     | [ 28 ]              |
| 1993 (lần 10) | NSND Thu Hà     | Mai                            | Canh bạc                           | [ 29 ] [ 30 ]       |
| 1993 (lần 10) | NSND Lê Khanh   | Lan                            | Chuyện tình bên dòng sông          | [ 31 ] [ 32 ]       |
| 1993 (lần 10) | NSƯT Mỹ Duyên   |                                | Tình nhỏ làm sao quên (phim video) |                     |
| 1993 (lần 10) | NSƯT Mỹ Duyên   | Băng qua bóng tối (phim video) |                                    |                     |
| 1996 (lần 11) | NSƯT Chiều Xuân | Na                             | Người yêu đi lấy chồng             | [ 4 ]               |
| 1996 (lần 11) | NSƯT Lê Vi      | Bình                           | Cây bạch đàn vô danh               | [ 33 ] [ 34 ]       |
| 1996 (lần 11) | NSƯT Ngọc Hiệp  | Bảy Quyên                      | Giữa dòng (phim video)             | [ 35 ] [ 36 ]       |
| 1999 (lần 12) | Không trao      | Không trao                     | Không trao                         |                     |

### Thập niên 2000s
| Năm           | Diễn viên        | Vai diễn      | Tác phẩm                      | Chú thích     |
| ------------- | ---------------- | ------------- | ----------------------------- | ------------- |
| 2001 (lần 13) | Hồng Ánh         | Tâm           | Đời cát                       | [ 4 ] [ 37 ]  |
| 2001 (lần 13) | Hồng Ánh         | Giao          | Thung lũng hoang vắng         | [ 4 ] [ 37 ]  |
| 2001 (lần 13) | NSND Diễm Lộc    | Bà Bơ         | Nắng chiều (phim video)       | [ 38 ]        |
| 2004 (lần 14) | Hồng Ánh         | Quỳ           | Người đàn bà mộng du          | [ 39 ] [ 40 ] |
| 2004 (lần 14) | Thanh Thúy       | Bác sĩ Vân    | Mùa sen (phim video)          | [ 40 ]        |
| 2007 (lần 15) | Ngô Thanh Vân    | Võ Thanh Thúy | Dòng máu anh hùng             | [ 42 ]        |
| 2007 (lần 15) | Đỗ Thị Hải Yến   | Pao           | Chuyện của Pao                | [ 42 ]        |
| 2009 (lần 16) | Đỗ Nguyễn Lan Hà | Mai           | Trái tim bé bỏng              | [ 43 ]        |
| 2009 (lần 16) | NSƯT Hoàng Lan   | Sao           | Mười ba bến nước (phim video) | [ 44 ]        |

### Thập niên 2010s
| Năm           | Diễn viên           | Vai diễn    | Tác phẩm                     | Chú thích            |
| ------------- | ------------------- | ----------- | ---------------------------- | -------------------- |
| 2011 (lần 17) | Ninh Dương Lan Ngọc | Nương       | Cánh đồng bất tận            | [ 45 ]               |
| 2011 (lần 17) | Mỹ Hạnh             | Hạnh        | Vũ điệu đam mê               | [ 45 ]               |
| 2013 (lần 18) | Vân Trang           | Ý Linh      | Scandal: Bí mật thảm đỏ      | [ 46 ]               |
| 2013 (lần 18) | Tăng Bảo Quyên      | Hà          | Những người viết huyền thoại | [ 46 ]               |
| 2013 (lần 18) | Emi Takei           | Y tá Akane  | Người cộng sự (phim video)   | [ 46 ]               |
| 2015 (lần 19) | Đỗ Thúy Hằng        | Bưởi        | Những đứa con của làng       | [ 47 ] [ 48 ]        |
| 2015 (lần 19) | Đỗ Thúy Hằng        | Yến         | Cuộc đời của Yến             | [ 47 ] [ 48 ]        |
| 2015 (lần 19) | Nguyễn Thu Thủy     | Mận         | Đất lành (phim video)        | [ 47 ] [ 48 ]        |
| 2017 (lần 20) | Kaity Nguyễn        | Linh Đan    | Em chưa 18                   | [ 49 ] [ 50 ]        |
| 2017 (lần 20) | Ninh Dương Lan Ngọc | Như Ý       | Cô Ba Sài Gòn                | [ 49 ] [ 50 ]        |
| 2017 (lần 20) | Nhung Kate          | Linh        | Cô hầu gái                   | [ 49 ] [ 50 ]        |
| 2019 (lần 21) | Hoàng Yến Chibi     | Hiểu Phương | Tháng năm rực rỡ             | [ 51 ] [ 52 ] [ 53 ] |
| 2019 (lần 21) | Ngô Thanh Vân       | Hai Phượng  | Hai Phượng                   | [ 51 ] [ 52 ] [ 53 ] |
| 2019 (lần 21) | Khả Ngân            | Ánh Dương   | 100 ngày bên em              | [ 51 ] [ 52 ] [ 53 ] |

### Thập niên 2020s
| Năm           | Diễn viên              | Vai diễn | Tác phẩm                                       | Chú thích            |
| ------------- | ---------------------- | -------- | ---------------------------------------------- | -------------------- |
| 2021 (lần 22) | NSND Lê Khanh          | Lý Lệ Hà | Gái già lắm chiêu V - Những cuộc đời vương giả | [ 54 ] [ 55 ]        |
| 2021 (lần 22) | Phương Anh Đào         | Thu      | Bằng chứng vô hình                             | [ 54 ] [ 55 ]        |
| 2021 (lần 22) | Kaity Nguyễn           | Lý Linh  | Gái già lắm chiêu V - Những cuộc đời vương giả | [ 54 ] [ 55 ]        |
| 2023 (lần 23) | Mai Cát Vi             | Bướm     | Mẹ ơi, Bướm đây!                               | [ 56 ] [ 57 ] [ 58 ] |
| 2023 (lần 23) | Đinh Y Nhung           | Đẹp      | Mẹ ơi, Bướm đây!                               | [ 56 ] [ 57 ] [ 58 ] |
| 2023 (lần 23) | Juliet Bảo Ngọc Doling | Hậu      | Tro tàn rực rỡ                                 | [ 56 ] [ 57 ] [ 58 ] |
| 2023 (lần 23) | Uyển Ân                | Ngọc Nhi | Nhà bà Nữ                                      | [ 56 ] [ 57 ] [ 58 ] |

## Các kỷ lục
Những cá nhân sau đã chiến thắng nhiều hơn một lần giải Bông sen cho nữ diễn viên chính xuất sắc:
| Số lần chiến thắng | Diễn viên      | Phim                                           | Năm               |
| ------------------ | -------------- | ---------------------------------------------- | ----------------- |
| 2                  | NSND Trà Giang | Ngày lễ Thánh                                  | 1977 (lần 4)      |
| 2                  | NSND Trà Giang | Thủ lĩnh áo nâu                                | 1987/1988 (lần 8) |
| 2                  | NSND Trà Giang | Huyền thoại về người mẹ                        | 1987/1988 (lần 8) |
| 2                  | NSND Minh Châu | Cô gái trên sông                               | 1987/1988 (lần 8) |
| 2                  | NSND Minh Châu | Người đàn bà nghịch cát                        | 1990 (lần 9)      |
| 2                  | NSND Thu Hà    | Lá ngọc cành vàng                              | 1990 (lần 9)      |
| 2                  | NSND Thu Hà    | Canh bạc                                       | 1993 (lần 10)     |
| 2                  | NSND Lê Khanh  | Chuyện tình bên dòng sông                      | 1993 (lần 10)     |
| 2                  | NSND Lê Khanh  | Gái già lắm chiêu V - Những cuộc đời vương giả | 2021 (lần 22)     |
| 2                  | Hồng Ánh       | Đời cát                                        | 2001 (lần 13)     |
| 2                  | Hồng Ánh       | Thung lũng hoang vắng                          | 2001 (lần 13)     |
| 2                  | Hồng Ánh       | Người đàn bà mộng du                           | 2004 (lần 14)     |